# Ламинариевые (порядок)
Ламина́риевые (лат. Laminariales) — порядок морских водорослей класса бурых водорослей. Представители порядка распространены в умеренных и холодных морских водах как в Северном, так и в Южном полушарии. Многие представители порядка — ценные промысловые виды.

## Биологическое описание

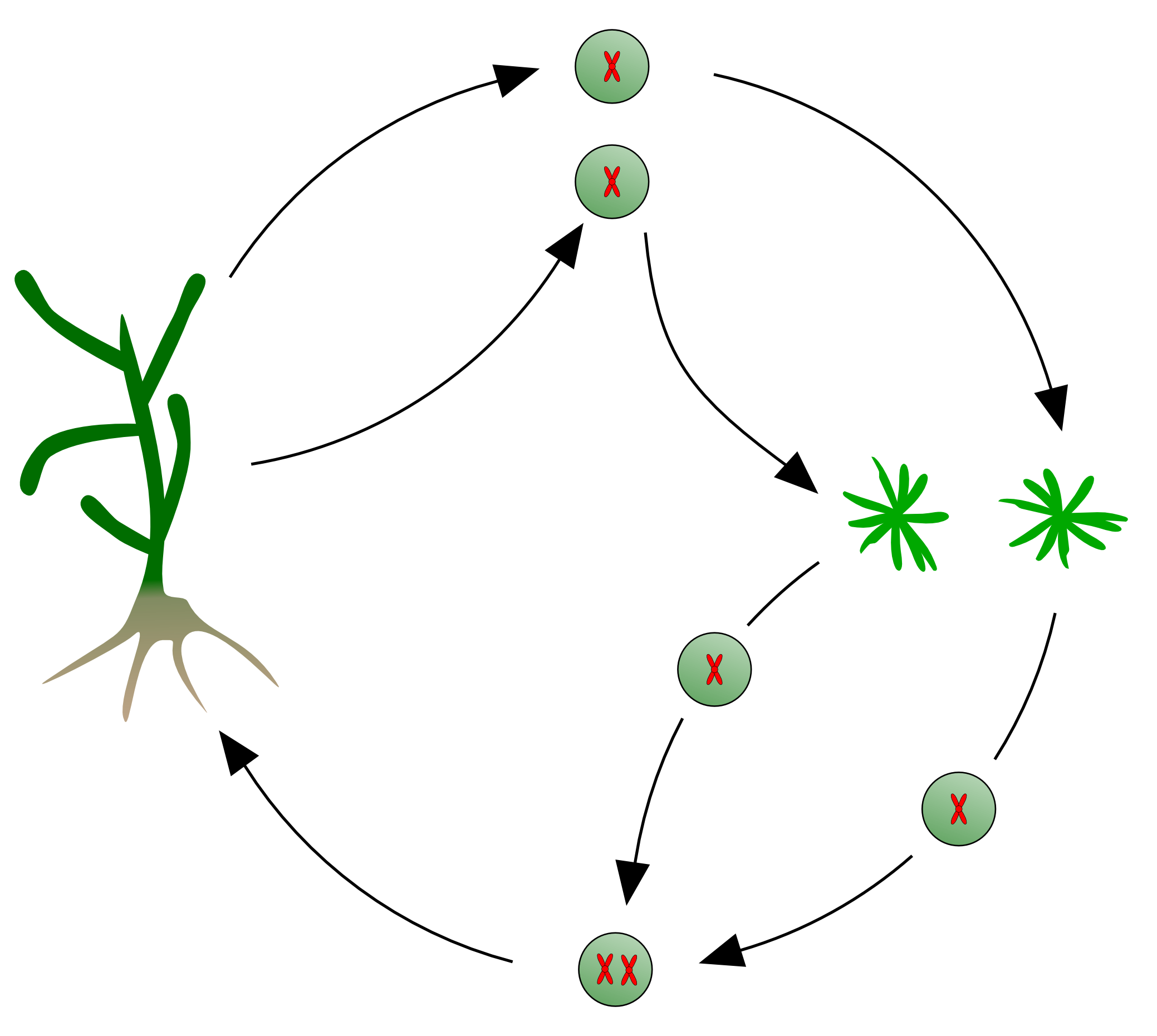
Чередование диплоидной (XX) и гаплоидной (X) фаз жизненного цикла ламинариевых

Спорофиты (диплоидная фаза жизненного цикла) имеют макроскопические размеры: длина слоевища у некоторых видов макроцистиса (Macrocystis) и нереоцистиса (Nereocystis) достигает 60 метров. Слоевище обычно состоит из трёх частей: органов прикрепления (ризоидов), стволика и пластины, форма которой в зависимости от вида может сильно отличаться. Проводящая ткань слоевища хорошо развита. Зона роста слоевища расположена на границе стволика и пластинчатой части; кроме того, рост пластины осуществляется за счёт меристодермы — специальной поверхностной ростовой ткани. Представители ламинариевых — большей частью многолетние водоросли с ежегодно отмирающей и восстанавливающейся пластинчатой частью слоевища. Спорангии (органы бесполого размножения) развиваются на поверхности пластинчатой части слоевища — либо на основной пластине, либо на придаточных выростах, похожих на листья. Они одногнёздные, их скопления выглядят как пятна на поверхности слоевища.
Гаметофиты (гаплоидная фаза жизненного цикла), в отличие от спорофитов, имеют микроскопические размеры: обычно это короткие разветвлённые нитевидные образования диаметром не более 300 мкм. Оогонии, продуцируемые женскими гаметофитами, содержат единственную яйцеклетку. Антеридии, продуцируемые мужскими гаметофитами, содержат единственный сперматозоид (антерозоид). Половой процесс протекает в форме оогамии.

## Использование
Основными объектами промышленного промысла являются представители родов Ламинария (Laminaria), Макроцистис (Macrocystis), Нереоцистис (Nereocystis) и Ундария (Undaria); водоросли используются в пищевых и лекарственных целях, как сырьё для пищевой, фармацевтической, текстильной и бумажной промышленности.

## Семейства
Порядок включает, по разным источникам, от 6 до 8 семейств, объединяющих около 140 видов.
По информации базы данных AlgaeBase (2020), в порядок Laminariales включены шесть семейств, а также три вида с неопределённым систематическим положением, не включённые в какие-либо семейства. Общее число видов в порядке по информации этой базы данных — 137:
- Agaraceae Postels & Ruprecht (11 видов)
- Alariaceae Setchell & N.L.Gardner (27 видов)
- Arthrothamnaceae Petrov (в AlgaeBase для этого семейства не указано ни одного признанного названия вида)
- Aureophycaceae H.Kawai & L.M.Ridgway (1 вид)
- Laminariaceae Bory (64 вида)
- Lessoniaceae Setchell & Gardner (31 вид)